# Delaware Building
Pour les articles homonymes, voir Delaware (homonymie).
Delaware Building est un bâtiment construit dans le style architecture italienne et se situe dans le quartier financier du Loop à Chicago. Édifié durant la reconstruction massive du centre-ville de Chicago après les ravages du Grand incendie de Chicago en 1871. 
Il est connu pour être l'un des rares bâtiments à maintenir son caractère des années 1870, dans un secteur de la ville dominé par des structures beaucoup plus modernes. Le bâtiment se distingue également par sa façade en béton préfabriqué.
Le Delaware Building a été désigné Chicago Landmark (CL) le 23 novembre 1983 par la ville de Chicago et fut inscrit sur la liste des National Historic Landmark (NHL) le 18 juillet 1974 par le National Park Service, une branche du gouvernement fédéral.
Le bâtiment comprend cinq étages et un sous-sol. En 1889, deux étages supplémentaires ont été ajoutés.